# Пирожников, Геннадий Иванович
Геннадий Иванович Пирожников — советский хозяйственный, государственный и политический деятель.

## Биография
Родился в 1935 году в селе Никоново. Член КПСС
С 1957 года — на хозяйственной, общественной и политической работе. В 1957—1996 гг. — инженер-конструктор, старший инженер-конструктор, главный механик Семипалатинского судоремонтного завода, главный инженер Павлодарского судоремонтного завода, заведующий отделом, второй, первый секретарь Павлодарского горкома партии, заведующий отделом сельскохозяйственного машиностроения ЦК Компартии Казахстана, инспектор ЦК Компартии Казахстана, заместитель заведующего отделом тяжелой промышленности Управления делами Совмина Казахской ССР, заведующий отделом кадровой политики Аппарата Президента РК.
Избирался депутатом Верховного Совета Казахской ССР 9-11-го созывов. Делегат XXV и XXVI съездов КПСС.
Жил в Казахстане.